# Locmaria-Grand-Champ
Locmaria-Grand-Champ település Franciaországban, Morbihan megyében. Lakosainak száma 1825 fő (2022. január 1.). Locmaria-Grand-Champ Colpo, Locqueltas, Meucon és Grand-Champ községekkel határos.

## Népesség
A település népességének változása:
| Lakosok száma | 480  | 573  | 615  | 925  | 1550 | 1633 | 1707 | 1708 | 1742 | 1825 |
|               | 1968 | 1982 | 1990 | 2006 | 2013 | 2015 | 2017 | 2019 | 2020 | 2022 |